# Gerold Wächter
Gerold Wächter (* 15. Februar 1906 in Rastede; † 10. September 1992 in Nordenham) war ein deutscher Politiker (FDP).

## Leben und Beruf
Nach der Obersekundareife nahm Wächter ein landwirtschaftliches Studium auf, das er mit der Prüfung zum Diplom-Landwirt beendete. Anschließend absolvierte er eine praktische Ausbildung im In- und Ausland. Seit 1932 arbeitete er als selbständiger Landwirt. Von 1940 bis 1945 nahm er als Soldat am Zweiten Weltkrieg teil.
Wächter war nach dem Kriegsende erneut als Landwirt tätig. 1955 wurde er Mitglied im Sachverständigenbeirat beim Bundesbeauftragten für den Küstenplan Niedersachsen sowie Vorstandsmitglied der wirtschaftspolitischen Arbeitsgemeinschaft Nordwest.

## Wirken
Wächter wurde 1946 in den Kreistag des Kreises Wesermarsch gewählt. Er amtierte von 1945 bis 1947 als Bürgermeister der Gemeinde Abbehausen. 1946/47 war er zunächst stellvertretender Landrat und von 1948 bis 1956 dann Landrat des Kreises Wesermarsch. Von 1947 bis 1951 war er Mitglied des Niedersächsischen Landtages. Dem Deutschen Bundestag gehörte er von 1961 bis 1969 an. In beiden Wahlperioden war er über die Landesliste Niedersachsen ins Parlament eingezogen.